# Amphicoma brittoni
Amphicoma brittoni es una especie de coleóptero de la familia Glaphyridae.

## Distribución geográfica
Habita en China.